# Sauchy-Cauchy
Sauchy-Cauchy – miejscowość i gmina we Francji, w regionie Hauts-de-France, w departamencie Pas-de-Calais.
Według danych na rok 1990 gminę zamieszkiwało 386 osób, a gęstość zaludnienia wynosiła 95 osób/km² (wśród 1549 gmin regionu Nord-Pas-de-Calais Sauchy-Cauchy plasuje się na 863. miejscu pod względem liczby ludności, natomiast pod względem powierzchni na miejscu 757.).